# Donnell Harvey
Donnell Eugene Harvey (Shellman, Georgia, 26 de agosto de 1980) es un exjugador de baloncesto que jugó cuatro temporadas en la NBA. Con 2,03 metros de estatura, jugaba en la posición de alero.

## Trayectoria deportiva

### Universidad
La estancia de Harvey en la Universidad de Florida se limitó a una temporada, ayudando a los Gators a llegar hasta la final de la NCAA. Durante la temporada regular disputó 37 partidos con promedios de 10.1 puntos y 7 rebotes en 20.2 minutos de juego, además de convertirse en el quinto freshman de Florida que lidera al equipo en rebotes (con 258). Fue seleccionado en el mejor quinteto de freshman de la NCAA por Basketball News y de la Southeastern Conference por los entrenadores.

### Profesional
Harvey fue elegido en la 22.ª posición del Draft de la NBA de 2000 por New York Knicks, aunque inmediatamente fue traspasado junto con John Wallace a Dallas Mavericks a cambio de Erick Strickland y Pete Mickeal. En su primera campaña en la liga apenas disfrutó de minutos, promediando 1.2 puntos y 1.1 rebotes en 3.6 minutos en 18 partidos. En febrero de 2002 fue traspasado con Juwan Howard y Tim Hardaway a Denver Nuggets por Nick Van Exel, Raef LaFrentz, Tariq Abdul-Wahad y Avery Johnson. En los Nuggets tomó más protagonismo y partió del quinteto inicial en 27 de los 77 partidos que jugó en la temporada 2002-03. Además, aportó 7.9 puntos y 5.3 rebotes por noche.
En la temporada 2003-04, Harvey militó en Orlando Magic y en Phoenix Suns, donde volvería a contar poco en los planes del entrenador. Su último equipo en la liga fue New Jersey Nets en febrero de 2005, jugando solamente 3 encuentros, con previo paso por Sioux Falls Skyforce de la CBA en diciembre de 2004.
Desde que fuera cortado por los Nets, Harvey se marchó a Europa para jugar en dos años en el Panionios BC griego, el Besiktas y Bandırma Banvit turcos y el Rieti italiano. Finalmente, en 2008 partió rumbo al Jiangsu Dragons de la liga china.

## Estadísticas de su carrera en la NBA

### Temporada regular
| Temp.   | Edad | Equipo   | Liga | P   | TIT | MIN  | TC  | TCA | %TC   | 3P  | 3PA | %3P  | TL  | TLA | %TL   | R.OF. | R.DEF. | REB | ASIS | ROB | TAP | PER | FP  | PTS |
| 2000-01 | 20   | Dallas   | NBA  | 18  | 0   | 3.6  | 0.4 | 0.8 | .571  | 0.0 | 0.0 |      | 0.3 | 0.9 | .375  | 0.3   | 0.8    | 1.1 | 0.1  | 0.2 | 0.1 | 0.4 | 0.8 | 1.2 |
| 2001-02 | 21   | TOTAL    | NBA  | 47  | 4   | 17.9 | 2.3 | 4.6 | .498  | 0.0 | 0.0 |      | 1.1 | 1.9 | .600  | 1.7   | 3.1    | 4.8 | 0.8  | 0.4 | 0.5 | 0.7 | 2.4 | 5.7 |
| 2001-02 | 21   | Dallas   | NBA  | 18  | 0   | 9.0  | 0.8 | 1.4 | .538  | 0.0 | 0.0 |      | 0.6 | 1.2 | .455  | 0.7   | 1.9    | 2.6 | 0.3  | 0.2 | 0.3 | 0.4 | 1.5 | 2.1 |
| 2001-02 | 21   | Denver   | NBA  | 29  | 4   | 23.4 | 3.2 | 6.6 | .492  | 0.0 | 0.0 |      | 1.5 | 2.3 | .647  | 2.3   | 3.9    | 6.2 | 1.1  | 0.6 | 0.7 | 0.9 | 3.0 | 8.0 |
| 2002-03 | 22   | Denver   | NBA  | 77  | 27  | 20.9 | 3.2 | 7.2 | .446  | 0.0 | 0.1 | .143 | 1.5 | 2.3 | .670  | 1.6   | 3.7    | 5.3 | 1.3  | 0.6 | 0.4 | 1.6 | 2.6 | 7.9 |
| 2003-04 | 23   | TOTAL    | NBA  | 60  | 8   | 13.1 | 1.5 | 3.4 | .443  | 0.0 | 0.1 | .000 | 1.0 | 1.4 | .735  | 0.8   | 1.9    | 2.7 | 0.4  | 0.4 | 0.5 | 0.8 | 2.2 | 4.0 |
| 2003-04 | 23   | Orlando  | NBA  | 24  | 1   | 14.4 | 1.5 | 3.7 | .404  | 0.0 | 0.1 | .000 | 1.1 | 1.6 | .667  | 1.2   | 1.8    | 3.0 | 0.3  | 0.4 | 0.5 | 0.9 | 1.8 | 4.1 |
| 2003-04 | 23   | Phoenix  | NBA  | 36  | 7   | 12.2 | 1.5 | 3.1 | .473  | 0.0 | 0.0 |      | 1.0 | 1.2 | .795  | 0.5   | 2.0    | 2.6 | 0.4  | 0.4 | 0.4 | 0.6 | 2.4 | 3.9 |
| 2003-04 | 24   | N.Jersey | NBA  | 3   | 0   | 5.3  | 0.7 | 0.7 | 1.000 | 0.0 | 0.0 |      | 1.3 | 1.3 | 1.000 | 0.7   | 1.7    | 2.3 | 0.3  | 0.3 | 0.3 | 0.3 | 0.7 | 2.7 |
| Total   |      |          | NBA  | 205 | 39  | 16.2 | 2.2 | 4.8 | .460  | 0.0 | 0.0 | .100 | 1.2 | 1.8 | .659  | 1.3   | 2.8    | 4.0 | 0.8  | 0.5 | 0.4 | 1.0 | 2.3 | 5.6 |

## Palmarés

### Distinciones individuales
- 1.er quinteto freshman de la Southeastern Conference (2000)
- 1.er quinteto freshman de la NCAA (2000)